# Anoplarchus purpurescens
Anoplarchus purpurescens är en fiskart som beskrevs av Gill, 1861. Anoplarchus purpurescens ingår i släktet Anoplarchus och familjen taggryggade fiskar. Inga underarter finns listade i Catalogue of Life.